# Christian Rantzau (guvernør)
 Der er flere personer med dette navn, se Christian Rantzau.
Christian Andreas Friedrich (Frederik) rigsgreve Rantzau (5. februar 1796 i Kiel – 26. april 1857 på Seeburg, Brunswick ved Kiel) var en holstensk godsejer, gehejmekonferensråd og guvernør, far til Emil Rantzau.

## Karriere
Han var søn af gehejmekonferensråd, rigsgreve Carl Emil Rantzau til Rastorf (1775-1857) og Emilie født komtesse Bernstorff (1777-1811), tog 1819 juridisk eksamen i Glückstadt, udnævntes 1823 til kammerjunker og kavaler hos prinsesse Caroline Amalie, 1824 til marskal hos prins Christian Frederik, 1825 til hofmarskal hos samme, 1826 til kammerherre, 1828 til Ridder af Dannebrogordenen, men forlod 1829 hoftjenesten, da han blev Verbitter (provst) for det adelige kloster i Itzehoe, 1838 guvernør og landdrost i Hertugdømmet Lauenburg, 1839 Kommandør af Dannebrog, 1841 Storkors og 1847 gehejmekonferensråd. Ved oprørets udbrud 1848 havde Rantzau, som var en kongetro mand, en vanskelig stilling, da den revolutionære bevægelse også havde grebet lauenburgerne. Det lykkedes ham dog at forhindre oprettelsen af en provisorisk regering i lighed med den i Kiel, men da han var afskåret fra enhver hjælp fra Danmark, måtte han til sidst påkalde militær hjælp fra Hannover, og da der ikke kunne opnås enighed mellem Rantzau og den lauenburgske landdag, påkaldte denne Det tyske Forbunds indblanding, som førte til afsendelsen af en særlig forbundskommissær, der 10. juli afsatte Rantzau. Han levede siden på Rastorf, hvor han døde 26. april 1857, før faderen.

## Ægteskaber
Rantzau blev gift 1. gang 12. oktober 1820 med Anna Louise "Nancy" Rantzau (4. august 1798 på Christiansholm – 7. oktober 1843 i Ratzeburg), datter af rigsgreve, senere overpræsident Christian Ditlev Carl Rantzau (1772-1812) og Charlotte H.S. von Diede (1773-1846). Gift 2. gang 15. august 1846 i Plön med Marie von Witzleben (16. april 1801 i Plön – 30. januar 1875 i Slesvig by), datter af senere kammerherre, major Christoph Henning von Witzleben (1759-1838) og rigsgrevinde Friederike Juliane Marie Charlotte Louise Stolberg (1759-1847).
Han er begravet i Preetz.